# Gonioneptunus smithi
Gonioneptunus smithi is een krabbensoort uit de familie van de Portunidae. De wetenschappelijke naam van de soort is voor het eerst geldig gepubliceerd in 1838 door MacLeay.